# Assamia gravelyi
Assamia gravelyi is een hooiwagen uit de familie Assamiidae. De wetenschappelijke naam van Assamia gravelyi gaat terug op Roewer.